# جورج ماسكولو
جورج ماسكولو (بالألمانية: Georg Mascolo)‏ (و. 1964  م) هو صحفي ألماني، ولد في شتاتهاغن.

## مناصب
تولى منصب رئيس تحرير
.

## وصلات خارجية
- جورج ماسكولو على موقع IMDb (الإنجليزية)
- جورج ماسكولو على موقع مونزينجر (الألمانية)
- جورج ماسكولو على موقع قاعدة بيانات الفيلم (الإنجليزية)
- جورج ماسكولو في قاعدة بيانات الأفلام على الإنترنت